# 原子力規制局
原子力規制局（げんしりょくきせいきょく、Office for Nuclear Regulation, ONR）はイギリスにおける民間原子力産業の安全規制を担当する独立した特殊法人である。公社の予算は原子力産業の負担金によってまかなわれている。原子力規制局はビジネス・エネルギー・産業戦略省の監督下にある。

## 歴史
政府のために2008年にまとめられた報告にしたがって設立された。この報告は、イギリスの民間原子力産業に対する規制について、単一の産業に対し新たな独立した規制当局を創設することを推奨するものであった。2011年4月1日、原子力規制局は当初、保健安全執行部の法定外の執行部門として設立されたが、イギリス政府としては後日法定上の基礎を与えることを意図していた。原子力規制局は、保健安全執行部の原子力監督局（原子力施設検査局、民間核保安局および核物質保障措置局）を、2011年6月1日からは運輸省の放射性物質輸送チームを吸収した。
E.ON UK（en、旧Powergen）の最高経営責任者の経験もあるニック・ボールドウィンが原子力規制局の編成に関する兼任の暫定議長に任命された。2013年6月1日からは、首席運営責任者だったジョン・ジェンキンスが原子力規制局の最高執行責任者に任命された。
原子力規制局の設立法は2013年エネルギー法に含められ、公社として公式に2014年4月1日に発足した。公社を成功裏に立ち上げたジェンキンスは2015年2月28日に辞意を表し、2015年5月1日にレス・フィルポットが暫定最高執行責任者に任命された。

## 包括的設計審査
2006年の英国政府によるエネルギーレビュー報告により、核施設検査は包括的設計審査（Generic Design Assessment, GDA）手続に発展した。原子力規制局が運用するこの審査では、特定の立地提案に先立って新しい原子炉設計を審査する。GDAは4つの設計に対する審査から始まった。
- ウェスティングハウス AP1000
- アレヴァ EPR
- CANDU ACR-1000
- GE日立 ESBWR

しかしながら、ACR-1000とESBWRは結果として商業的理由から審査から撤退し、EPRとAP1000がイギリスの新しい原子炉建設の競争者として残された。AP1000の審査はウェスティングハウスの要請により停止している。
2012年、日立製作所はホライゾン・ニュークリア・パワーを買収し、ホライゾン社の事業所に3基の1350MWeの改良型沸騰水型軽水炉（ABWR）を建設する意思を表明した。ABWRはまずイギリスの設計審査を受ける必要がある。2013年4月、審査について合意が成立し、およそ4年をかけることになった。

## トライデント・プログラム
原子力規制局は主として民間事業を規制するが、クライド海軍基地およびクールポート王立海軍弾薬庫における核兵器事故に対する対応システムの審査に対しても責任を負っている。

### 関連文献
いずれも原子力規制局設立以前の開発および安全規制体制に関する資料。
- “イギリスの原子力開発体制 (14-05-01-03)”. 原子力百科事典ATOMICA.  財団法人 高度情報科学技術研究機構（RIST） (2004年2月). 2015年9月21日閲覧。
- “イギリスの原子力安全規制体制 (14-05-01-04)”. 原子力百科事典ATOMICA.  財団法人 高度情報科学技術研究機構（RIST） (2003年1月). 2015年9月21日閲覧。